# Hallsensor

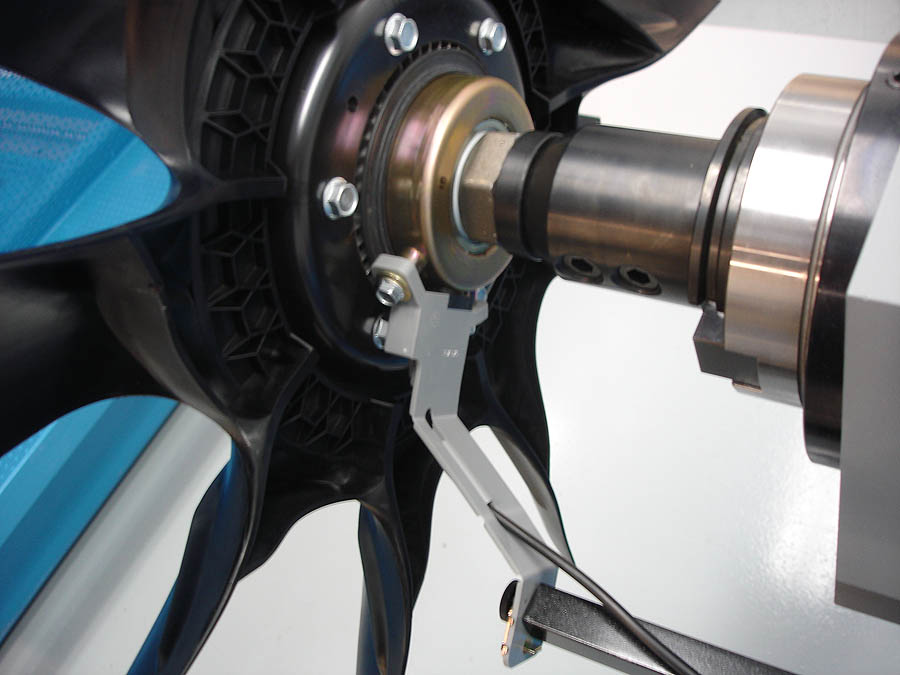
Draaias met aangebouwde hallsensor

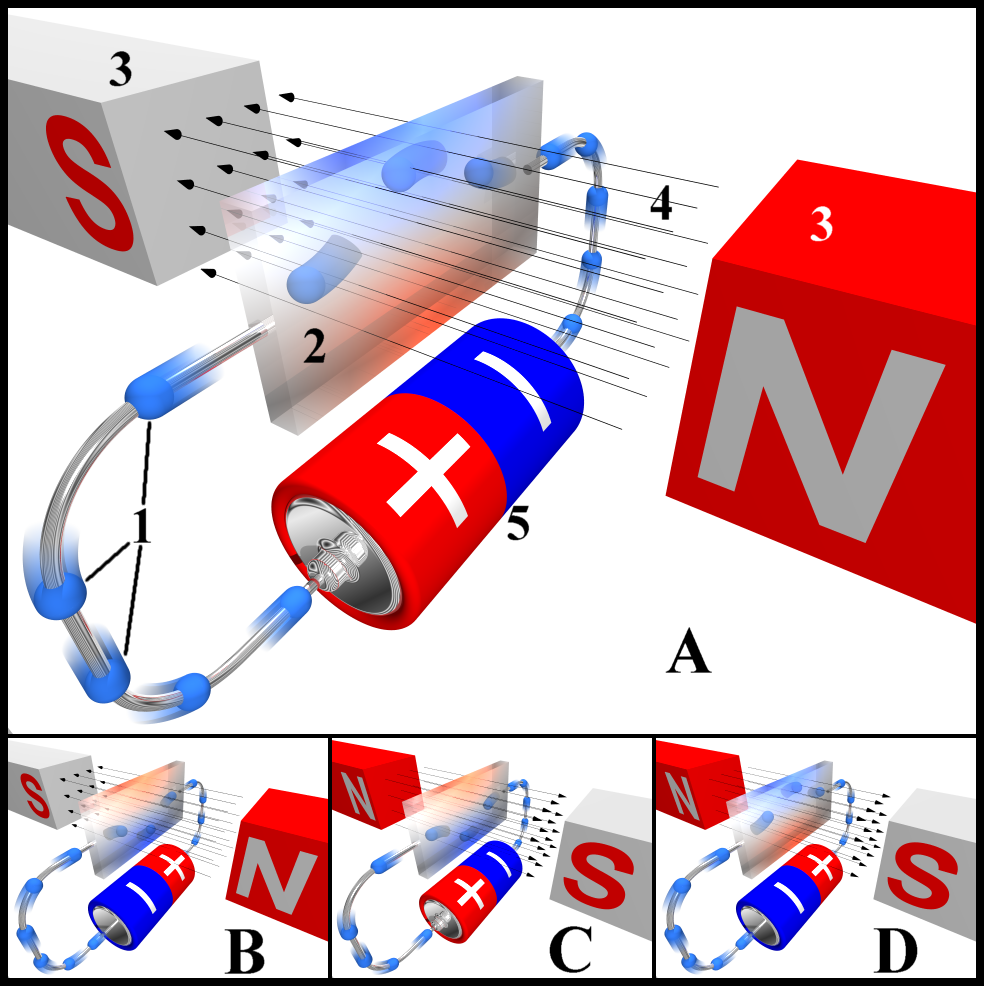
Hall-effect

Toepassing van een hallsensor

Een hallsensor (ook hallsonde of magneetveldsensor) gebruikt het hall-effect voor de meting van een magneetveld of elektrische stroom. De sensor is vernoemd naar Edwin Hall.
Als een elektrische stroom door een hallsensor vloeit en deze in een loodrecht daarop staand magneetveld wordt gebracht, dan levert deze een elektrische spanning, die proportioneel is met het product van magnetische veldsterkte en de stroom. Is de stroom bekend dan kan men de magnetische veldsterkte meten. Wordt het magneetveld door een stroomvoerende geleider of een spoel opgewekt dan kan men potentiaalvrij de stroomsterkte in die geleider of spoel meten. Door de spanning als referentie voor de ingangsstroom van de sensor te nemen kan men het werkelijk vermogen meten, ofwel true-RMS.
Als de stroomsterkte en het magneetveld bekend zijn dan kan de hallsensor ook als metaaldetector gebruikt worden.

## Toepassing van hallsensoren
- Magneetveldmeting (magnetische veldsterkte)
- Potentiaalvrije stroommeting (stroomtang)
- Contactloze signaalgever
- Laagdiktemeter
- Bepalen van het ontstekingstijdstip van een benzinemotor met elektronische ontsteking (Capacitive Discharge Ignition = CDI), als vervanger van mechanische contactpunten.
- Nauwkeurige positionering en afstandsmeting
- Hoekmeting
- Kompas
- Commutering in elektromotoren
- In een buitensirene als sabotageschakelaar
- In gashandvat van elektrische scooter (met magneetring in handvat)